# German Umnov
German Aleksandrovič Umnov (Ivanovo, 10 dicembre 1937 – 26 marzo 2016) è stato un compositore di scacchi russo (sovietico fino al 1991).
Ha composto diverse centinaia di studi e alcuni problemi, ottenendo numerosi premi in concorsi internazionali.
Ha ricevuto il titolo di Maestro dello sport dell'URSS ed è stato per molti anni presidente della federazione sovietica per la composizione scacchistica.
Con Viacheslav Kopajev e Andrej Lobusov ha pubblicato uno studio di importanza teorica per la teoria dei finali.
Sulla rivista « EG » ha pubblicato l'articolo "A reciprocal zugzwang paradox" (Julyo 2000, pp. 192–194).  
Due sue composizioni:
|   | a | b | c | d | e | f | g | h |   |
| 8 | b8 alfiere del nero · e8 torre del nero · g7 alfiere del bianco · a6 donna del nero · f6 pedone del nero · g6 re del bianco · b5 pedone del nero · b4 pedone del bianco · d4 re del nero · e4 alfiere del bianco · h4 torre del bianco · b3 donna del bianco · d3 cavallo del bianco · f2 pedone del bianco · b1 cavallo del nero | b8 alfiere del nero · e8 torre del nero · g7 alfiere del bianco · a6 donna del nero · f6 pedone del nero · g6 re del bianco · b5 pedone del nero · b4 pedone del bianco · d4 re del nero · e4 alfiere del bianco · h4 torre del bianco · b3 donna del bianco · d3 cavallo del bianco · f2 pedone del bianco · b1 cavallo del nero | b8 alfiere del nero · e8 torre del nero · g7 alfiere del bianco · a6 donna del nero · f6 pedone del nero · g6 re del bianco · b5 pedone del nero · b4 pedone del bianco · d4 re del nero · e4 alfiere del bianco · h4 torre del bianco · b3 donna del bianco · d3 cavallo del bianco · f2 pedone del bianco · b1 cavallo del nero | b8 alfiere del nero · e8 torre del nero · g7 alfiere del bianco · a6 donna del nero · f6 pedone del nero · g6 re del bianco · b5 pedone del nero · b4 pedone del bianco · d4 re del nero · e4 alfiere del bianco · h4 torre del bianco · b3 donna del bianco · d3 cavallo del bianco · f2 pedone del bianco · b1 cavallo del nero | b8 alfiere del nero · e8 torre del nero · g7 alfiere del bianco · a6 donna del nero · f6 pedone del nero · g6 re del bianco · b5 pedone del nero · b4 pedone del bianco · d4 re del nero · e4 alfiere del bianco · h4 torre del bianco · b3 donna del bianco · d3 cavallo del bianco · f2 pedone del bianco · b1 cavallo del nero | b8 alfiere del nero · e8 torre del nero · g7 alfiere del bianco · a6 donna del nero · f6 pedone del nero · g6 re del bianco · b5 pedone del nero · b4 pedone del bianco · d4 re del nero · e4 alfiere del bianco · h4 torre del bianco · b3 donna del bianco · d3 cavallo del bianco · f2 pedone del bianco · b1 cavallo del nero | b8 alfiere del nero · e8 torre del nero · g7 alfiere del bianco · a6 donna del nero · f6 pedone del nero · g6 re del bianco · b5 pedone del nero · b4 pedone del bianco · d4 re del nero · e4 alfiere del bianco · h4 torre del bianco · b3 donna del bianco · d3 cavallo del bianco · f2 pedone del bianco · b1 cavallo del nero | b8 alfiere del nero · e8 torre del nero · g7 alfiere del bianco · a6 donna del nero · f6 pedone del nero · g6 re del bianco · b5 pedone del nero · b4 pedone del bianco · d4 re del nero · e4 alfiere del bianco · h4 torre del bianco · b3 donna del bianco · d3 cavallo del bianco · f2 pedone del bianco · b1 cavallo del nero | 8 |
| 7 | b8 alfiere del nero · e8 torre del nero · g7 alfiere del bianco · a6 donna del nero · f6 pedone del nero · g6 re del bianco · b5 pedone del nero · b4 pedone del bianco · d4 re del nero · e4 alfiere del bianco · h4 torre del bianco · b3 donna del bianco · d3 cavallo del bianco · f2 pedone del bianco · b1 cavallo del nero | b8 alfiere del nero · e8 torre del nero · g7 alfiere del bianco · a6 donna del nero · f6 pedone del nero · g6 re del bianco · b5 pedone del nero · b4 pedone del bianco · d4 re del nero · e4 alfiere del bianco · h4 torre del bianco · b3 donna del bianco · d3 cavallo del bianco · f2 pedone del bianco · b1 cavallo del nero | b8 alfiere del nero · e8 torre del nero · g7 alfiere del bianco · a6 donna del nero · f6 pedone del nero · g6 re del bianco · b5 pedone del nero · b4 pedone del bianco · d4 re del nero · e4 alfiere del bianco · h4 torre del bianco · b3 donna del bianco · d3 cavallo del bianco · f2 pedone del bianco · b1 cavallo del nero | b8 alfiere del nero · e8 torre del nero · g7 alfiere del bianco · a6 donna del nero · f6 pedone del nero · g6 re del bianco · b5 pedone del nero · b4 pedone del bianco · d4 re del nero · e4 alfiere del bianco · h4 torre del bianco · b3 donna del bianco · d3 cavallo del bianco · f2 pedone del bianco · b1 cavallo del nero | b8 alfiere del nero · e8 torre del nero · g7 alfiere del bianco · a6 donna del nero · f6 pedone del nero · g6 re del bianco · b5 pedone del nero · b4 pedone del bianco · d4 re del nero · e4 alfiere del bianco · h4 torre del bianco · b3 donna del bianco · d3 cavallo del bianco · f2 pedone del bianco · b1 cavallo del nero | b8 alfiere del nero · e8 torre del nero · g7 alfiere del bianco · a6 donna del nero · f6 pedone del nero · g6 re del bianco · b5 pedone del nero · b4 pedone del bianco · d4 re del nero · e4 alfiere del bianco · h4 torre del bianco · b3 donna del bianco · d3 cavallo del bianco · f2 pedone del bianco · b1 cavallo del nero | b8 alfiere del nero · e8 torre del nero · g7 alfiere del bianco · a6 donna del nero · f6 pedone del nero · g6 re del bianco · b5 pedone del nero · b4 pedone del bianco · d4 re del nero · e4 alfiere del bianco · h4 torre del bianco · b3 donna del bianco · d3 cavallo del bianco · f2 pedone del bianco · b1 cavallo del nero | b8 alfiere del nero · e8 torre del nero · g7 alfiere del bianco · a6 donna del nero · f6 pedone del nero · g6 re del bianco · b5 pedone del nero · b4 pedone del bianco · d4 re del nero · e4 alfiere del bianco · h4 torre del bianco · b3 donna del bianco · d3 cavallo del bianco · f2 pedone del bianco · b1 cavallo del nero | 7 |
| 6 | b8 alfiere del nero · e8 torre del nero · g7 alfiere del bianco · a6 donna del nero · f6 pedone del nero · g6 re del bianco · b5 pedone del nero · b4 pedone del bianco · d4 re del nero · e4 alfiere del bianco · h4 torre del bianco · b3 donna del bianco · d3 cavallo del bianco · f2 pedone del bianco · b1 cavallo del nero | b8 alfiere del nero · e8 torre del nero · g7 alfiere del bianco · a6 donna del nero · f6 pedone del nero · g6 re del bianco · b5 pedone del nero · b4 pedone del bianco · d4 re del nero · e4 alfiere del bianco · h4 torre del bianco · b3 donna del bianco · d3 cavallo del bianco · f2 pedone del bianco · b1 cavallo del nero | b8 alfiere del nero · e8 torre del nero · g7 alfiere del bianco · a6 donna del nero · f6 pedone del nero · g6 re del bianco · b5 pedone del nero · b4 pedone del bianco · d4 re del nero · e4 alfiere del bianco · h4 torre del bianco · b3 donna del bianco · d3 cavallo del bianco · f2 pedone del bianco · b1 cavallo del nero | b8 alfiere del nero · e8 torre del nero · g7 alfiere del bianco · a6 donna del nero · f6 pedone del nero · g6 re del bianco · b5 pedone del nero · b4 pedone del bianco · d4 re del nero · e4 alfiere del bianco · h4 torre del bianco · b3 donna del bianco · d3 cavallo del bianco · f2 pedone del bianco · b1 cavallo del nero | b8 alfiere del nero · e8 torre del nero · g7 alfiere del bianco · a6 donna del nero · f6 pedone del nero · g6 re del bianco · b5 pedone del nero · b4 pedone del bianco · d4 re del nero · e4 alfiere del bianco · h4 torre del bianco · b3 donna del bianco · d3 cavallo del bianco · f2 pedone del bianco · b1 cavallo del nero | b8 alfiere del nero · e8 torre del nero · g7 alfiere del bianco · a6 donna del nero · f6 pedone del nero · g6 re del bianco · b5 pedone del nero · b4 pedone del bianco · d4 re del nero · e4 alfiere del bianco · h4 torre del bianco · b3 donna del bianco · d3 cavallo del bianco · f2 pedone del bianco · b1 cavallo del nero | b8 alfiere del nero · e8 torre del nero · g7 alfiere del bianco · a6 donna del nero · f6 pedone del nero · g6 re del bianco · b5 pedone del nero · b4 pedone del bianco · d4 re del nero · e4 alfiere del bianco · h4 torre del bianco · b3 donna del bianco · d3 cavallo del bianco · f2 pedone del bianco · b1 cavallo del nero | b8 alfiere del nero · e8 torre del nero · g7 alfiere del bianco · a6 donna del nero · f6 pedone del nero · g6 re del bianco · b5 pedone del nero · b4 pedone del bianco · d4 re del nero · e4 alfiere del bianco · h4 torre del bianco · b3 donna del bianco · d3 cavallo del bianco · f2 pedone del bianco · b1 cavallo del nero | 6 |
| 5 | b8 alfiere del nero · e8 torre del nero · g7 alfiere del bianco · a6 donna del nero · f6 pedone del nero · g6 re del bianco · b5 pedone del nero · b4 pedone del bianco · d4 re del nero · e4 alfiere del bianco · h4 torre del bianco · b3 donna del bianco · d3 cavallo del bianco · f2 pedone del bianco · b1 cavallo del nero | b8 alfiere del nero · e8 torre del nero · g7 alfiere del bianco · a6 donna del nero · f6 pedone del nero · g6 re del bianco · b5 pedone del nero · b4 pedone del bianco · d4 re del nero · e4 alfiere del bianco · h4 torre del bianco · b3 donna del bianco · d3 cavallo del bianco · f2 pedone del bianco · b1 cavallo del nero | b8 alfiere del nero · e8 torre del nero · g7 alfiere del bianco · a6 donna del nero · f6 pedone del nero · g6 re del bianco · b5 pedone del nero · b4 pedone del bianco · d4 re del nero · e4 alfiere del bianco · h4 torre del bianco · b3 donna del bianco · d3 cavallo del bianco · f2 pedone del bianco · b1 cavallo del nero | b8 alfiere del nero · e8 torre del nero · g7 alfiere del bianco · a6 donna del nero · f6 pedone del nero · g6 re del bianco · b5 pedone del nero · b4 pedone del bianco · d4 re del nero · e4 alfiere del bianco · h4 torre del bianco · b3 donna del bianco · d3 cavallo del bianco · f2 pedone del bianco · b1 cavallo del nero | b8 alfiere del nero · e8 torre del nero · g7 alfiere del bianco · a6 donna del nero · f6 pedone del nero · g6 re del bianco · b5 pedone del nero · b4 pedone del bianco · d4 re del nero · e4 alfiere del bianco · h4 torre del bianco · b3 donna del bianco · d3 cavallo del bianco · f2 pedone del bianco · b1 cavallo del nero | b8 alfiere del nero · e8 torre del nero · g7 alfiere del bianco · a6 donna del nero · f6 pedone del nero · g6 re del bianco · b5 pedone del nero · b4 pedone del bianco · d4 re del nero · e4 alfiere del bianco · h4 torre del bianco · b3 donna del bianco · d3 cavallo del bianco · f2 pedone del bianco · b1 cavallo del nero | b8 alfiere del nero · e8 torre del nero · g7 alfiere del bianco · a6 donna del nero · f6 pedone del nero · g6 re del bianco · b5 pedone del nero · b4 pedone del bianco · d4 re del nero · e4 alfiere del bianco · h4 torre del bianco · b3 donna del bianco · d3 cavallo del bianco · f2 pedone del bianco · b1 cavallo del nero | b8 alfiere del nero · e8 torre del nero · g7 alfiere del bianco · a6 donna del nero · f6 pedone del nero · g6 re del bianco · b5 pedone del nero · b4 pedone del bianco · d4 re del nero · e4 alfiere del bianco · h4 torre del bianco · b3 donna del bianco · d3 cavallo del bianco · f2 pedone del bianco · b1 cavallo del nero | 5 |
| 4 | b8 alfiere del nero · e8 torre del nero · g7 alfiere del bianco · a6 donna del nero · f6 pedone del nero · g6 re del bianco · b5 pedone del nero · b4 pedone del bianco · d4 re del nero · e4 alfiere del bianco · h4 torre del bianco · b3 donna del bianco · d3 cavallo del bianco · f2 pedone del bianco · b1 cavallo del nero | b8 alfiere del nero · e8 torre del nero · g7 alfiere del bianco · a6 donna del nero · f6 pedone del nero · g6 re del bianco · b5 pedone del nero · b4 pedone del bianco · d4 re del nero · e4 alfiere del bianco · h4 torre del bianco · b3 donna del bianco · d3 cavallo del bianco · f2 pedone del bianco · b1 cavallo del nero | b8 alfiere del nero · e8 torre del nero · g7 alfiere del bianco · a6 donna del nero · f6 pedone del nero · g6 re del bianco · b5 pedone del nero · b4 pedone del bianco · d4 re del nero · e4 alfiere del bianco · h4 torre del bianco · b3 donna del bianco · d3 cavallo del bianco · f2 pedone del bianco · b1 cavallo del nero | b8 alfiere del nero · e8 torre del nero · g7 alfiere del bianco · a6 donna del nero · f6 pedone del nero · g6 re del bianco · b5 pedone del nero · b4 pedone del bianco · d4 re del nero · e4 alfiere del bianco · h4 torre del bianco · b3 donna del bianco · d3 cavallo del bianco · f2 pedone del bianco · b1 cavallo del nero | b8 alfiere del nero · e8 torre del nero · g7 alfiere del bianco · a6 donna del nero · f6 pedone del nero · g6 re del bianco · b5 pedone del nero · b4 pedone del bianco · d4 re del nero · e4 alfiere del bianco · h4 torre del bianco · b3 donna del bianco · d3 cavallo del bianco · f2 pedone del bianco · b1 cavallo del nero | b8 alfiere del nero · e8 torre del nero · g7 alfiere del bianco · a6 donna del nero · f6 pedone del nero · g6 re del bianco · b5 pedone del nero · b4 pedone del bianco · d4 re del nero · e4 alfiere del bianco · h4 torre del bianco · b3 donna del bianco · d3 cavallo del bianco · f2 pedone del bianco · b1 cavallo del nero | b8 alfiere del nero · e8 torre del nero · g7 alfiere del bianco · a6 donna del nero · f6 pedone del nero · g6 re del bianco · b5 pedone del nero · b4 pedone del bianco · d4 re del nero · e4 alfiere del bianco · h4 torre del bianco · b3 donna del bianco · d3 cavallo del bianco · f2 pedone del bianco · b1 cavallo del nero | b8 alfiere del nero · e8 torre del nero · g7 alfiere del bianco · a6 donna del nero · f6 pedone del nero · g6 re del bianco · b5 pedone del nero · b4 pedone del bianco · d4 re del nero · e4 alfiere del bianco · h4 torre del bianco · b3 donna del bianco · d3 cavallo del bianco · f2 pedone del bianco · b1 cavallo del nero | 4 |
| 3 | b8 alfiere del nero · e8 torre del nero · g7 alfiere del bianco · a6 donna del nero · f6 pedone del nero · g6 re del bianco · b5 pedone del nero · b4 pedone del bianco · d4 re del nero · e4 alfiere del bianco · h4 torre del bianco · b3 donna del bianco · d3 cavallo del bianco · f2 pedone del bianco · b1 cavallo del nero | b8 alfiere del nero · e8 torre del nero · g7 alfiere del bianco · a6 donna del nero · f6 pedone del nero · g6 re del bianco · b5 pedone del nero · b4 pedone del bianco · d4 re del nero · e4 alfiere del bianco · h4 torre del bianco · b3 donna del bianco · d3 cavallo del bianco · f2 pedone del bianco · b1 cavallo del nero | b8 alfiere del nero · e8 torre del nero · g7 alfiere del bianco · a6 donna del nero · f6 pedone del nero · g6 re del bianco · b5 pedone del nero · b4 pedone del bianco · d4 re del nero · e4 alfiere del bianco · h4 torre del bianco · b3 donna del bianco · d3 cavallo del bianco · f2 pedone del bianco · b1 cavallo del nero | b8 alfiere del nero · e8 torre del nero · g7 alfiere del bianco · a6 donna del nero · f6 pedone del nero · g6 re del bianco · b5 pedone del nero · b4 pedone del bianco · d4 re del nero · e4 alfiere del bianco · h4 torre del bianco · b3 donna del bianco · d3 cavallo del bianco · f2 pedone del bianco · b1 cavallo del nero | b8 alfiere del nero · e8 torre del nero · g7 alfiere del bianco · a6 donna del nero · f6 pedone del nero · g6 re del bianco · b5 pedone del nero · b4 pedone del bianco · d4 re del nero · e4 alfiere del bianco · h4 torre del bianco · b3 donna del bianco · d3 cavallo del bianco · f2 pedone del bianco · b1 cavallo del nero | b8 alfiere del nero · e8 torre del nero · g7 alfiere del bianco · a6 donna del nero · f6 pedone del nero · g6 re del bianco · b5 pedone del nero · b4 pedone del bianco · d4 re del nero · e4 alfiere del bianco · h4 torre del bianco · b3 donna del bianco · d3 cavallo del bianco · f2 pedone del bianco · b1 cavallo del nero | b8 alfiere del nero · e8 torre del nero · g7 alfiere del bianco · a6 donna del nero · f6 pedone del nero · g6 re del bianco · b5 pedone del nero · b4 pedone del bianco · d4 re del nero · e4 alfiere del bianco · h4 torre del bianco · b3 donna del bianco · d3 cavallo del bianco · f2 pedone del bianco · b1 cavallo del nero | b8 alfiere del nero · e8 torre del nero · g7 alfiere del bianco · a6 donna del nero · f6 pedone del nero · g6 re del bianco · b5 pedone del nero · b4 pedone del bianco · d4 re del nero · e4 alfiere del bianco · h4 torre del bianco · b3 donna del bianco · d3 cavallo del bianco · f2 pedone del bianco · b1 cavallo del nero | 3 |
| 2 | b8 alfiere del nero · e8 torre del nero · g7 alfiere del bianco · a6 donna del nero · f6 pedone del nero · g6 re del bianco · b5 pedone del nero · b4 pedone del bianco · d4 re del nero · e4 alfiere del bianco · h4 torre del bianco · b3 donna del bianco · d3 cavallo del bianco · f2 pedone del bianco · b1 cavallo del nero | b8 alfiere del nero · e8 torre del nero · g7 alfiere del bianco · a6 donna del nero · f6 pedone del nero · g6 re del bianco · b5 pedone del nero · b4 pedone del bianco · d4 re del nero · e4 alfiere del bianco · h4 torre del bianco · b3 donna del bianco · d3 cavallo del bianco · f2 pedone del bianco · b1 cavallo del nero | b8 alfiere del nero · e8 torre del nero · g7 alfiere del bianco · a6 donna del nero · f6 pedone del nero · g6 re del bianco · b5 pedone del nero · b4 pedone del bianco · d4 re del nero · e4 alfiere del bianco · h4 torre del bianco · b3 donna del bianco · d3 cavallo del bianco · f2 pedone del bianco · b1 cavallo del nero | b8 alfiere del nero · e8 torre del nero · g7 alfiere del bianco · a6 donna del nero · f6 pedone del nero · g6 re del bianco · b5 pedone del nero · b4 pedone del bianco · d4 re del nero · e4 alfiere del bianco · h4 torre del bianco · b3 donna del bianco · d3 cavallo del bianco · f2 pedone del bianco · b1 cavallo del nero | b8 alfiere del nero · e8 torre del nero · g7 alfiere del bianco · a6 donna del nero · f6 pedone del nero · g6 re del bianco · b5 pedone del nero · b4 pedone del bianco · d4 re del nero · e4 alfiere del bianco · h4 torre del bianco · b3 donna del bianco · d3 cavallo del bianco · f2 pedone del bianco · b1 cavallo del nero | b8 alfiere del nero · e8 torre del nero · g7 alfiere del bianco · a6 donna del nero · f6 pedone del nero · g6 re del bianco · b5 pedone del nero · b4 pedone del bianco · d4 re del nero · e4 alfiere del bianco · h4 torre del bianco · b3 donna del bianco · d3 cavallo del bianco · f2 pedone del bianco · b1 cavallo del nero | b8 alfiere del nero · e8 torre del nero · g7 alfiere del bianco · a6 donna del nero · f6 pedone del nero · g6 re del bianco · b5 pedone del nero · b4 pedone del bianco · d4 re del nero · e4 alfiere del bianco · h4 torre del bianco · b3 donna del bianco · d3 cavallo del bianco · f2 pedone del bianco · b1 cavallo del nero | b8 alfiere del nero · e8 torre del nero · g7 alfiere del bianco · a6 donna del nero · f6 pedone del nero · g6 re del bianco · b5 pedone del nero · b4 pedone del bianco · d4 re del nero · e4 alfiere del bianco · h4 torre del bianco · b3 donna del bianco · d3 cavallo del bianco · f2 pedone del bianco · b1 cavallo del nero | 2 |
| 1 | b8 alfiere del nero · e8 torre del nero · g7 alfiere del bianco · a6 donna del nero · f6 pedone del nero · g6 re del bianco · b5 pedone del nero · b4 pedone del bianco · d4 re del nero · e4 alfiere del bianco · h4 torre del bianco · b3 donna del bianco · d3 cavallo del bianco · f2 pedone del bianco · b1 cavallo del nero | b8 alfiere del nero · e8 torre del nero · g7 alfiere del bianco · a6 donna del nero · f6 pedone del nero · g6 re del bianco · b5 pedone del nero · b4 pedone del bianco · d4 re del nero · e4 alfiere del bianco · h4 torre del bianco · b3 donna del bianco · d3 cavallo del bianco · f2 pedone del bianco · b1 cavallo del nero | b8 alfiere del nero · e8 torre del nero · g7 alfiere del bianco · a6 donna del nero · f6 pedone del nero · g6 re del bianco · b5 pedone del nero · b4 pedone del bianco · d4 re del nero · e4 alfiere del bianco · h4 torre del bianco · b3 donna del bianco · d3 cavallo del bianco · f2 pedone del bianco · b1 cavallo del nero | b8 alfiere del nero · e8 torre del nero · g7 alfiere del bianco · a6 donna del nero · f6 pedone del nero · g6 re del bianco · b5 pedone del nero · b4 pedone del bianco · d4 re del nero · e4 alfiere del bianco · h4 torre del bianco · b3 donna del bianco · d3 cavallo del bianco · f2 pedone del bianco · b1 cavallo del nero | b8 alfiere del nero · e8 torre del nero · g7 alfiere del bianco · a6 donna del nero · f6 pedone del nero · g6 re del bianco · b5 pedone del nero · b4 pedone del bianco · d4 re del nero · e4 alfiere del bianco · h4 torre del bianco · b3 donna del bianco · d3 cavallo del bianco · f2 pedone del bianco · b1 cavallo del nero | b8 alfiere del nero · e8 torre del nero · g7 alfiere del bianco · a6 donna del nero · f6 pedone del nero · g6 re del bianco · b5 pedone del nero · b4 pedone del bianco · d4 re del nero · e4 alfiere del bianco · h4 torre del bianco · b3 donna del bianco · d3 cavallo del bianco · f2 pedone del bianco · b1 cavallo del nero | b8 alfiere del nero · e8 torre del nero · g7 alfiere del bianco · a6 donna del nero · f6 pedone del nero · g6 re del bianco · b5 pedone del nero · b4 pedone del bianco · d4 re del nero · e4 alfiere del bianco · h4 torre del bianco · b3 donna del bianco · d3 cavallo del bianco · f2 pedone del bianco · b1 cavallo del nero | b8 alfiere del nero · e8 torre del nero · g7 alfiere del bianco · a6 donna del nero · f6 pedone del nero · g6 re del bianco · b5 pedone del nero · b4 pedone del bianco · d4 re del nero · e4 alfiere del bianco · h4 torre del bianco · b3 donna del bianco · d3 cavallo del bianco · f2 pedone del bianco · b1 cavallo del nero | 1 |
|   | a | b | c | d | e | f | g | h |   |

Soluzione:
1. Ce5 !  (2. Cf3#)
1. ...fxe5+  2. Ac6#
 
1. ...Rxe5  2. Dd5#

1. ...Axe5  2. Dd3#

|   | a | b | c | d | e | f | g | h |   |
| 8 | g8 re del bianco · a7 pedone del bianco · h7 pedone del bianco · e6 cavallo del nero · g6 torre del bianco · h5 re del nero · d4 donna del nero · e3 pedone del nero · f2 alfiere del bianco · a1 torre del nero | g8 re del bianco · a7 pedone del bianco · h7 pedone del bianco · e6 cavallo del nero · g6 torre del bianco · h5 re del nero · d4 donna del nero · e3 pedone del nero · f2 alfiere del bianco · a1 torre del nero | g8 re del bianco · a7 pedone del bianco · h7 pedone del bianco · e6 cavallo del nero · g6 torre del bianco · h5 re del nero · d4 donna del nero · e3 pedone del nero · f2 alfiere del bianco · a1 torre del nero | g8 re del bianco · a7 pedone del bianco · h7 pedone del bianco · e6 cavallo del nero · g6 torre del bianco · h5 re del nero · d4 donna del nero · e3 pedone del nero · f2 alfiere del bianco · a1 torre del nero | g8 re del bianco · a7 pedone del bianco · h7 pedone del bianco · e6 cavallo del nero · g6 torre del bianco · h5 re del nero · d4 donna del nero · e3 pedone del nero · f2 alfiere del bianco · a1 torre del nero | g8 re del bianco · a7 pedone del bianco · h7 pedone del bianco · e6 cavallo del nero · g6 torre del bianco · h5 re del nero · d4 donna del nero · e3 pedone del nero · f2 alfiere del bianco · a1 torre del nero | g8 re del bianco · a7 pedone del bianco · h7 pedone del bianco · e6 cavallo del nero · g6 torre del bianco · h5 re del nero · d4 donna del nero · e3 pedone del nero · f2 alfiere del bianco · a1 torre del nero | g8 re del bianco · a7 pedone del bianco · h7 pedone del bianco · e6 cavallo del nero · g6 torre del bianco · h5 re del nero · d4 donna del nero · e3 pedone del nero · f2 alfiere del bianco · a1 torre del nero | 8 |
| 7 | g8 re del bianco · a7 pedone del bianco · h7 pedone del bianco · e6 cavallo del nero · g6 torre del bianco · h5 re del nero · d4 donna del nero · e3 pedone del nero · f2 alfiere del bianco · a1 torre del nero | g8 re del bianco · a7 pedone del bianco · h7 pedone del bianco · e6 cavallo del nero · g6 torre del bianco · h5 re del nero · d4 donna del nero · e3 pedone del nero · f2 alfiere del bianco · a1 torre del nero | g8 re del bianco · a7 pedone del bianco · h7 pedone del bianco · e6 cavallo del nero · g6 torre del bianco · h5 re del nero · d4 donna del nero · e3 pedone del nero · f2 alfiere del bianco · a1 torre del nero | g8 re del bianco · a7 pedone del bianco · h7 pedone del bianco · e6 cavallo del nero · g6 torre del bianco · h5 re del nero · d4 donna del nero · e3 pedone del nero · f2 alfiere del bianco · a1 torre del nero | g8 re del bianco · a7 pedone del bianco · h7 pedone del bianco · e6 cavallo del nero · g6 torre del bianco · h5 re del nero · d4 donna del nero · e3 pedone del nero · f2 alfiere del bianco · a1 torre del nero | g8 re del bianco · a7 pedone del bianco · h7 pedone del bianco · e6 cavallo del nero · g6 torre del bianco · h5 re del nero · d4 donna del nero · e3 pedone del nero · f2 alfiere del bianco · a1 torre del nero | g8 re del bianco · a7 pedone del bianco · h7 pedone del bianco · e6 cavallo del nero · g6 torre del bianco · h5 re del nero · d4 donna del nero · e3 pedone del nero · f2 alfiere del bianco · a1 torre del nero | g8 re del bianco · a7 pedone del bianco · h7 pedone del bianco · e6 cavallo del nero · g6 torre del bianco · h5 re del nero · d4 donna del nero · e3 pedone del nero · f2 alfiere del bianco · a1 torre del nero | 7 |
| 6 | g8 re del bianco · a7 pedone del bianco · h7 pedone del bianco · e6 cavallo del nero · g6 torre del bianco · h5 re del nero · d4 donna del nero · e3 pedone del nero · f2 alfiere del bianco · a1 torre del nero | g8 re del bianco · a7 pedone del bianco · h7 pedone del bianco · e6 cavallo del nero · g6 torre del bianco · h5 re del nero · d4 donna del nero · e3 pedone del nero · f2 alfiere del bianco · a1 torre del nero | g8 re del bianco · a7 pedone del bianco · h7 pedone del bianco · e6 cavallo del nero · g6 torre del bianco · h5 re del nero · d4 donna del nero · e3 pedone del nero · f2 alfiere del bianco · a1 torre del nero | g8 re del bianco · a7 pedone del bianco · h7 pedone del bianco · e6 cavallo del nero · g6 torre del bianco · h5 re del nero · d4 donna del nero · e3 pedone del nero · f2 alfiere del bianco · a1 torre del nero | g8 re del bianco · a7 pedone del bianco · h7 pedone del bianco · e6 cavallo del nero · g6 torre del bianco · h5 re del nero · d4 donna del nero · e3 pedone del nero · f2 alfiere del bianco · a1 torre del nero | g8 re del bianco · a7 pedone del bianco · h7 pedone del bianco · e6 cavallo del nero · g6 torre del bianco · h5 re del nero · d4 donna del nero · e3 pedone del nero · f2 alfiere del bianco · a1 torre del nero | g8 re del bianco · a7 pedone del bianco · h7 pedone del bianco · e6 cavallo del nero · g6 torre del bianco · h5 re del nero · d4 donna del nero · e3 pedone del nero · f2 alfiere del bianco · a1 torre del nero | g8 re del bianco · a7 pedone del bianco · h7 pedone del bianco · e6 cavallo del nero · g6 torre del bianco · h5 re del nero · d4 donna del nero · e3 pedone del nero · f2 alfiere del bianco · a1 torre del nero | 6 |
| 5 | g8 re del bianco · a7 pedone del bianco · h7 pedone del bianco · e6 cavallo del nero · g6 torre del bianco · h5 re del nero · d4 donna del nero · e3 pedone del nero · f2 alfiere del bianco · a1 torre del nero | g8 re del bianco · a7 pedone del bianco · h7 pedone del bianco · e6 cavallo del nero · g6 torre del bianco · h5 re del nero · d4 donna del nero · e3 pedone del nero · f2 alfiere del bianco · a1 torre del nero | g8 re del bianco · a7 pedone del bianco · h7 pedone del bianco · e6 cavallo del nero · g6 torre del bianco · h5 re del nero · d4 donna del nero · e3 pedone del nero · f2 alfiere del bianco · a1 torre del nero | g8 re del bianco · a7 pedone del bianco · h7 pedone del bianco · e6 cavallo del nero · g6 torre del bianco · h5 re del nero · d4 donna del nero · e3 pedone del nero · f2 alfiere del bianco · a1 torre del nero | g8 re del bianco · a7 pedone del bianco · h7 pedone del bianco · e6 cavallo del nero · g6 torre del bianco · h5 re del nero · d4 donna del nero · e3 pedone del nero · f2 alfiere del bianco · a1 torre del nero | g8 re del bianco · a7 pedone del bianco · h7 pedone del bianco · e6 cavallo del nero · g6 torre del bianco · h5 re del nero · d4 donna del nero · e3 pedone del nero · f2 alfiere del bianco · a1 torre del nero | g8 re del bianco · a7 pedone del bianco · h7 pedone del bianco · e6 cavallo del nero · g6 torre del bianco · h5 re del nero · d4 donna del nero · e3 pedone del nero · f2 alfiere del bianco · a1 torre del nero | g8 re del bianco · a7 pedone del bianco · h7 pedone del bianco · e6 cavallo del nero · g6 torre del bianco · h5 re del nero · d4 donna del nero · e3 pedone del nero · f2 alfiere del bianco · a1 torre del nero | 5 |
| 4 | g8 re del bianco · a7 pedone del bianco · h7 pedone del bianco · e6 cavallo del nero · g6 torre del bianco · h5 re del nero · d4 donna del nero · e3 pedone del nero · f2 alfiere del bianco · a1 torre del nero | g8 re del bianco · a7 pedone del bianco · h7 pedone del bianco · e6 cavallo del nero · g6 torre del bianco · h5 re del nero · d4 donna del nero · e3 pedone del nero · f2 alfiere del bianco · a1 torre del nero | g8 re del bianco · a7 pedone del bianco · h7 pedone del bianco · e6 cavallo del nero · g6 torre del bianco · h5 re del nero · d4 donna del nero · e3 pedone del nero · f2 alfiere del bianco · a1 torre del nero | g8 re del bianco · a7 pedone del bianco · h7 pedone del bianco · e6 cavallo del nero · g6 torre del bianco · h5 re del nero · d4 donna del nero · e3 pedone del nero · f2 alfiere del bianco · a1 torre del nero | g8 re del bianco · a7 pedone del bianco · h7 pedone del bianco · e6 cavallo del nero · g6 torre del bianco · h5 re del nero · d4 donna del nero · e3 pedone del nero · f2 alfiere del bianco · a1 torre del nero | g8 re del bianco · a7 pedone del bianco · h7 pedone del bianco · e6 cavallo del nero · g6 torre del bianco · h5 re del nero · d4 donna del nero · e3 pedone del nero · f2 alfiere del bianco · a1 torre del nero | g8 re del bianco · a7 pedone del bianco · h7 pedone del bianco · e6 cavallo del nero · g6 torre del bianco · h5 re del nero · d4 donna del nero · e3 pedone del nero · f2 alfiere del bianco · a1 torre del nero | g8 re del bianco · a7 pedone del bianco · h7 pedone del bianco · e6 cavallo del nero · g6 torre del bianco · h5 re del nero · d4 donna del nero · e3 pedone del nero · f2 alfiere del bianco · a1 torre del nero | 4 |
| 3 | g8 re del bianco · a7 pedone del bianco · h7 pedone del bianco · e6 cavallo del nero · g6 torre del bianco · h5 re del nero · d4 donna del nero · e3 pedone del nero · f2 alfiere del bianco · a1 torre del nero | g8 re del bianco · a7 pedone del bianco · h7 pedone del bianco · e6 cavallo del nero · g6 torre del bianco · h5 re del nero · d4 donna del nero · e3 pedone del nero · f2 alfiere del bianco · a1 torre del nero | g8 re del bianco · a7 pedone del bianco · h7 pedone del bianco · e6 cavallo del nero · g6 torre del bianco · h5 re del nero · d4 donna del nero · e3 pedone del nero · f2 alfiere del bianco · a1 torre del nero | g8 re del bianco · a7 pedone del bianco · h7 pedone del bianco · e6 cavallo del nero · g6 torre del bianco · h5 re del nero · d4 donna del nero · e3 pedone del nero · f2 alfiere del bianco · a1 torre del nero | g8 re del bianco · a7 pedone del bianco · h7 pedone del bianco · e6 cavallo del nero · g6 torre del bianco · h5 re del nero · d4 donna del nero · e3 pedone del nero · f2 alfiere del bianco · a1 torre del nero | g8 re del bianco · a7 pedone del bianco · h7 pedone del bianco · e6 cavallo del nero · g6 torre del bianco · h5 re del nero · d4 donna del nero · e3 pedone del nero · f2 alfiere del bianco · a1 torre del nero | g8 re del bianco · a7 pedone del bianco · h7 pedone del bianco · e6 cavallo del nero · g6 torre del bianco · h5 re del nero · d4 donna del nero · e3 pedone del nero · f2 alfiere del bianco · a1 torre del nero | g8 re del bianco · a7 pedone del bianco · h7 pedone del bianco · e6 cavallo del nero · g6 torre del bianco · h5 re del nero · d4 donna del nero · e3 pedone del nero · f2 alfiere del bianco · a1 torre del nero | 3 |
| 2 | g8 re del bianco · a7 pedone del bianco · h7 pedone del bianco · e6 cavallo del nero · g6 torre del bianco · h5 re del nero · d4 donna del nero · e3 pedone del nero · f2 alfiere del bianco · a1 torre del nero | g8 re del bianco · a7 pedone del bianco · h7 pedone del bianco · e6 cavallo del nero · g6 torre del bianco · h5 re del nero · d4 donna del nero · e3 pedone del nero · f2 alfiere del bianco · a1 torre del nero | g8 re del bianco · a7 pedone del bianco · h7 pedone del bianco · e6 cavallo del nero · g6 torre del bianco · h5 re del nero · d4 donna del nero · e3 pedone del nero · f2 alfiere del bianco · a1 torre del nero | g8 re del bianco · a7 pedone del bianco · h7 pedone del bianco · e6 cavallo del nero · g6 torre del bianco · h5 re del nero · d4 donna del nero · e3 pedone del nero · f2 alfiere del bianco · a1 torre del nero | g8 re del bianco · a7 pedone del bianco · h7 pedone del bianco · e6 cavallo del nero · g6 torre del bianco · h5 re del nero · d4 donna del nero · e3 pedone del nero · f2 alfiere del bianco · a1 torre del nero | g8 re del bianco · a7 pedone del bianco · h7 pedone del bianco · e6 cavallo del nero · g6 torre del bianco · h5 re del nero · d4 donna del nero · e3 pedone del nero · f2 alfiere del bianco · a1 torre del nero | g8 re del bianco · a7 pedone del bianco · h7 pedone del bianco · e6 cavallo del nero · g6 torre del bianco · h5 re del nero · d4 donna del nero · e3 pedone del nero · f2 alfiere del bianco · a1 torre del nero | g8 re del bianco · a7 pedone del bianco · h7 pedone del bianco · e6 cavallo del nero · g6 torre del bianco · h5 re del nero · d4 donna del nero · e3 pedone del nero · f2 alfiere del bianco · a1 torre del nero | 2 |
| 1 | g8 re del bianco · a7 pedone del bianco · h7 pedone del bianco · e6 cavallo del nero · g6 torre del bianco · h5 re del nero · d4 donna del nero · e3 pedone del nero · f2 alfiere del bianco · a1 torre del nero | g8 re del bianco · a7 pedone del bianco · h7 pedone del bianco · e6 cavallo del nero · g6 torre del bianco · h5 re del nero · d4 donna del nero · e3 pedone del nero · f2 alfiere del bianco · a1 torre del nero | g8 re del bianco · a7 pedone del bianco · h7 pedone del bianco · e6 cavallo del nero · g6 torre del bianco · h5 re del nero · d4 donna del nero · e3 pedone del nero · f2 alfiere del bianco · a1 torre del nero | g8 re del bianco · a7 pedone del bianco · h7 pedone del bianco · e6 cavallo del nero · g6 torre del bianco · h5 re del nero · d4 donna del nero · e3 pedone del nero · f2 alfiere del bianco · a1 torre del nero | g8 re del bianco · a7 pedone del bianco · h7 pedone del bianco · e6 cavallo del nero · g6 torre del bianco · h5 re del nero · d4 donna del nero · e3 pedone del nero · f2 alfiere del bianco · a1 torre del nero | g8 re del bianco · a7 pedone del bianco · h7 pedone del bianco · e6 cavallo del nero · g6 torre del bianco · h5 re del nero · d4 donna del nero · e3 pedone del nero · f2 alfiere del bianco · a1 torre del nero | g8 re del bianco · a7 pedone del bianco · h7 pedone del bianco · e6 cavallo del nero · g6 torre del bianco · h5 re del nero · d4 donna del nero · e3 pedone del nero · f2 alfiere del bianco · a1 torre del nero | g8 re del bianco · a7 pedone del bianco · h7 pedone del bianco · e6 cavallo del nero · g6 torre del bianco · h5 re del nero · d4 donna del nero · e3 pedone del nero · f2 alfiere del bianco · a1 torre del nero | 1 |
|   | a | b | c | d | e | f | g | h |   |

Soluzione:
1. Th6+ Rxh6  2. Axe3+ Dxe3 

3. h8=D+ Rg6  4. Dxa1 Db3

5. Db1+ Dxb1  6. a8=D Dg1 

7. Dh1 Dg5  8. Dh4 Dg2 